# Cernuella aginnica
Cernuella aginnica е вид охлюв от семейство Hygromiidae. Видът не е застрашен от изчезване.

## Разпространение
Разпространен е в Белгия, Великобритания, Испания, Италия, Нидерландия и Франция.

## Описание
Популацията на вида е стабилна.